# Partido da Reedificação da Ordem Nacional

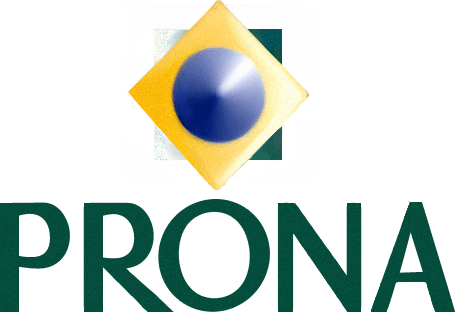
Parteilogo (2004–2006)

Der Partido da Reedificação da Ordem Nacional (PRONA) (zu Deutsch etwa: „Partei zur Wiedererrichtung der Nationalen Ordnung“) war eine politische Partei in Brasilien.
Die sich PRONA abkürzende Partei sah sich als systemkritische Partei und wandte sich gegen Globalisierung. Die Partei war stark patriotisch-nationalistisch geprägt. Während einer Wahlkampagne forderte die Partei unter anderem, dass Brasilien Atomwaffen erhalten solle.

## Geschichte

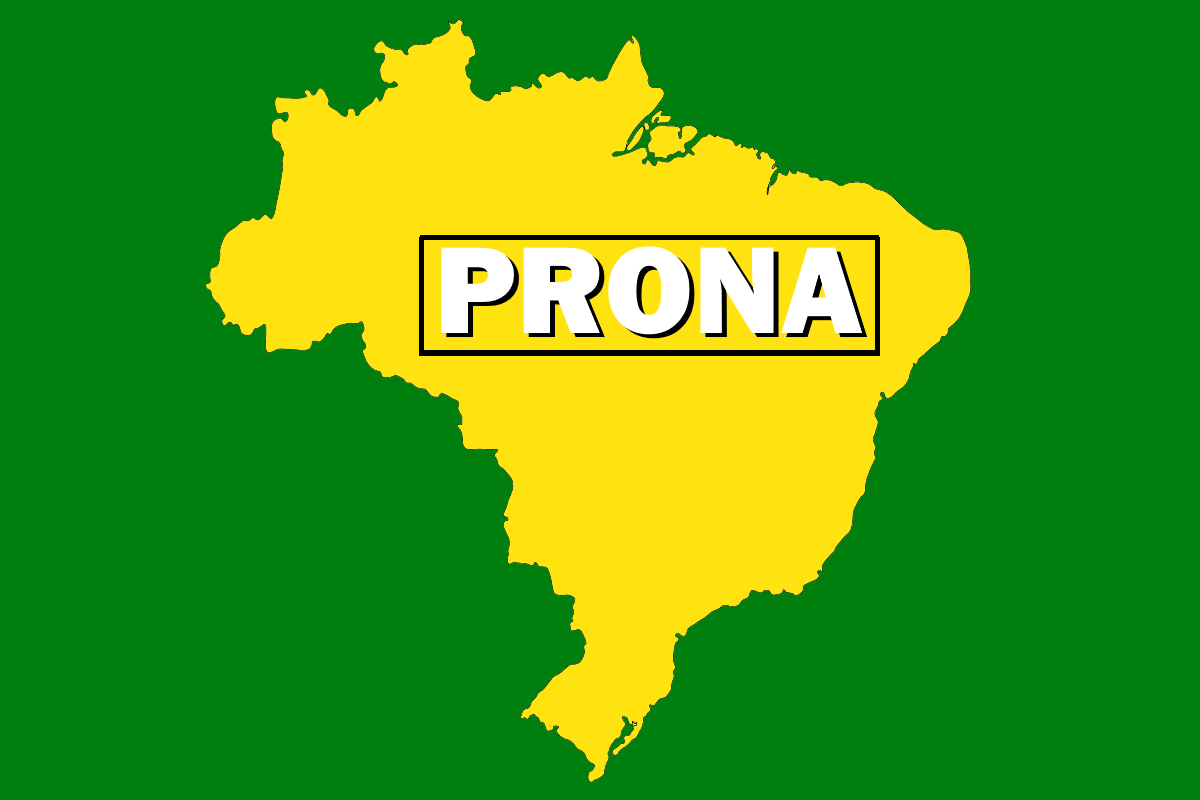
Parteiflagge

Die PRONA wurde am 29. Juli 1985 gegründet und trat vier Jahre später erstmals in landesweiten Wahlen an. Der ehemalige Vorsitzende der Partei, Enéas Ferreira Carneiro, kandidierte 1989, 1994 und zuletzt 1998 für das Amt des brasilianischen Präsidenten. Bei den Wahlen im Oktober 2002 kandidierte Carneiro im Bundesstaat São Paulo für den Nationalkongress und erhielt mehr als 1,57 Millionen Wählerstimmen, sodass allein aufgrund dieser Stimmenzahl mit ihm weitere fünf Kandidaten in die Abgeordnetenkammer einzogen. Insgesamt erhielt die Partei 1,6 Millionen Wählerstimmen bei den Wahlen.
Am 24. Oktober 2006 fusionierte PRONA mit dem Partido Liberal (PL) zum Partido da República (PR).